# Golem, Kavajë
Golem, Kavajë là một đô thị trong quận Kavajë thuộc hạt Tirana, Albania. Dân số năm 2005 là 7914 người.